# モンデックスカード

MasterCardの買収以降のMondexロゴ。

モンデックスカードは 、 スマートカード 電子マネーとして実装されたシステム、プリぺイドカード。 

## 解説
Mondexはイギリスの National Westminster Bankの Tim JonesとGraham Higginsによって考案されました。 
このシステムは当初1990年から1993年の間に開発され、1992年からロンドンを拠点とする約6,000人のNatWestスタッフによって社内試験が実施されました。  
このシステムは1993年12月に公開された。   
1995年7月から、 ウィルトシャー州 スウィンドンに新しく設立されたMondex Internationalによって、支払いシステムの最初の公開試験が行われました 。 BT 、NatWest、およびMidland Bankは、町の駐車場、公衆電話、バス、および700店舗の小売業者に小売端末をスポンサーおよび設置し、Mondexを発行するなど、公共の段階では数多くの販売機器およびスマートカードの開発と製造が必要でした。住民へのカード。 システムはその後2001年にMasterCard Internationalに吸収されました。 それまでにMasterCardはすでに会社の49％を所有していました。 
Mondexは1990年代に多くの市場で発売され、Swindonでの最初の試案からニューヨークの Hong Kong 、 カナダの Guelphへと拡大しました。  また、エジンバラ 大学、エクセター大学 （1997年から2001年まで）、 ヨーク 大学、ノッティンガム 大学 、 アストン大学 、 シェフィールド・ハラム大学など、1990年代後半からイギリスのいくつかの大学キャンパスでも試行されました。 Mondexのカナダの試験的なプロジェクトは、3年後のパートナーが退職した1998年に終了しました。 
Z表記は、Mondexに関するセキュリティ特性を証明するために使用され、ITSECの最も認められているセキュリティレベルの分類であるITSECレベルE6を達成することを可能にします。  
Mondexカードは個人の送金を許可するオープンシステムなので、銀行の中央システムを介さずにカード間または個人間でお金を交換することが可能です。 また、ICチップに現金情報を保持し、現金のように使用できます。同時にさまざまな種類の通貨を保存できます。 
韓国では、Mondex Koreaが設立され、電子マネー事業に参加しました。 Mondex Koreaは、通信と送金のための国際無料電話システムを持つMondexテレコムと、国際通信ネットワークを持つMondexネットワークに投資しました。 デジタル通貨によるビジネスは、2019年に再開されました。

## 特徴
- 外形：クレジットカード
- 値を保管、保持、発行します（通貨）
- 異なる通貨で表示される複数のバーチャルウォレット。 （最大5）
- 財布には通貨があらかじめチャージされている必要があります。
- マーチャント端末は、指定された通貨で財布を借方記入および貸方記入することができる。
- カード間転送
- 有効化された携帯電話を介したリモートでの資金移動（US 6206283 B1）
- カードは取引リストを保持している（金額、時間および端末の識別子）。
- カードは、建物へのアクセスなどの2次機能を実行するようにプログラムできます。
- ITSECレベルE6認証済み

## こちらもどうぞ
- デジタルウォレット
- ビザキャッシュ
- デラックス（法人）
- オクタプスカード
- オイスターカード